# Marvel Cinematic Universe
Marvel Cinematic Universe (MCU) je ameriška medijska franšiza in skupno vesolje, osredotočeno na serijo filmov o superjunakih, ki jih je produciral Marvel Studios. Filmi temeljijo na likih, ki se pojavljajo v stripih ameriške založbe Marvel Comics. Franšiza vključuje tudi televizijske serije, kratke filme, digitalne serije in knjige.